# 弗拉马里翁陨击坑
弗拉马里翁陨击坑（Flammarion）是火星大瑟提斯区的一座撞击坑，中心坐标位于北纬25.2度、西经48.3度处，直径173公里，其名称取自法国天文学家及作家"尼可拉斯·卡米伊·弗拉马里翁"(1842年－1925年)，1973年被国际天文联合会批准接受。该陨坑过去可能拥有过一座湖泊，因为在下图中的陨坑边缘可看到一条河道，图中的一些地方也可看到分层。

## 描述
火星上很多地方都显示有重叠的岩层，岩层可通过火山、风或水等多种作用方式形成，有时它们会呈现出不同的颜色。火星上浅色岩石与硫酸盐等水合矿物有关。“机遇号火星车用数台仪器近距离勘测了这些地层。有些层可能是由细颗粒组成，因为它们似乎会分解成细尘。而其他的岩层则会破裂成大石块，所以它们可能更坚硬。玄武岩是一种火山岩，被认为存在于形成巨石的岩层中。火星上许多地方都发现了玄武岩。轨道探测器上的仪器在一些岩层中检测到了粘土（也称为页硅酸盐）。最近轨道近红外光谱仪利用矿物所吸收光波来揭示矿物类型的研究发现，在许多地方，尤其是陨石坑中，都存在粘土层和硫酸盐层，类似一座缓慢蒸发的大湖所呈现的状况。此外，由于某些岩层含有在相对中性的淡水中形成的石膏，因此，在一些陨石坑中可能已形成了生命。

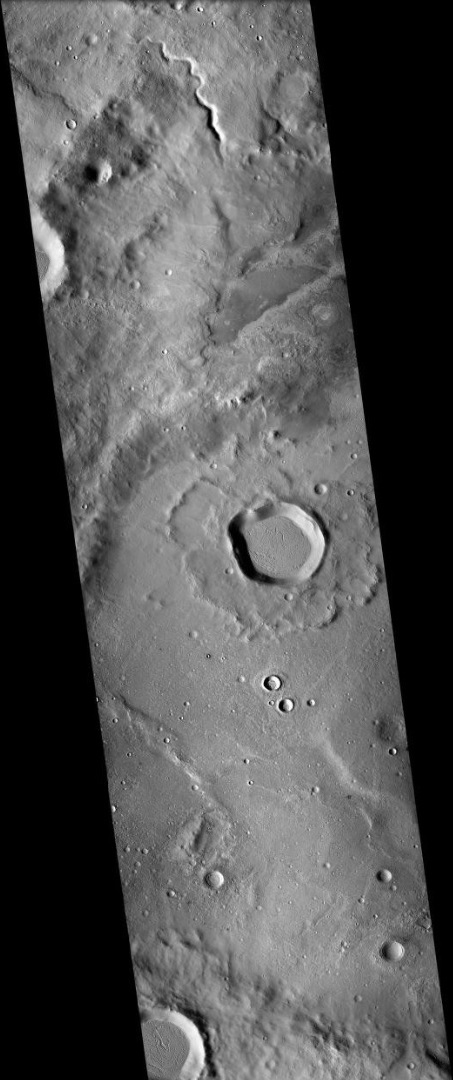
背景相机拍摄的弗拉马里翁陨击坑，在北侧坑壁（顶部）可看到一条小河道。

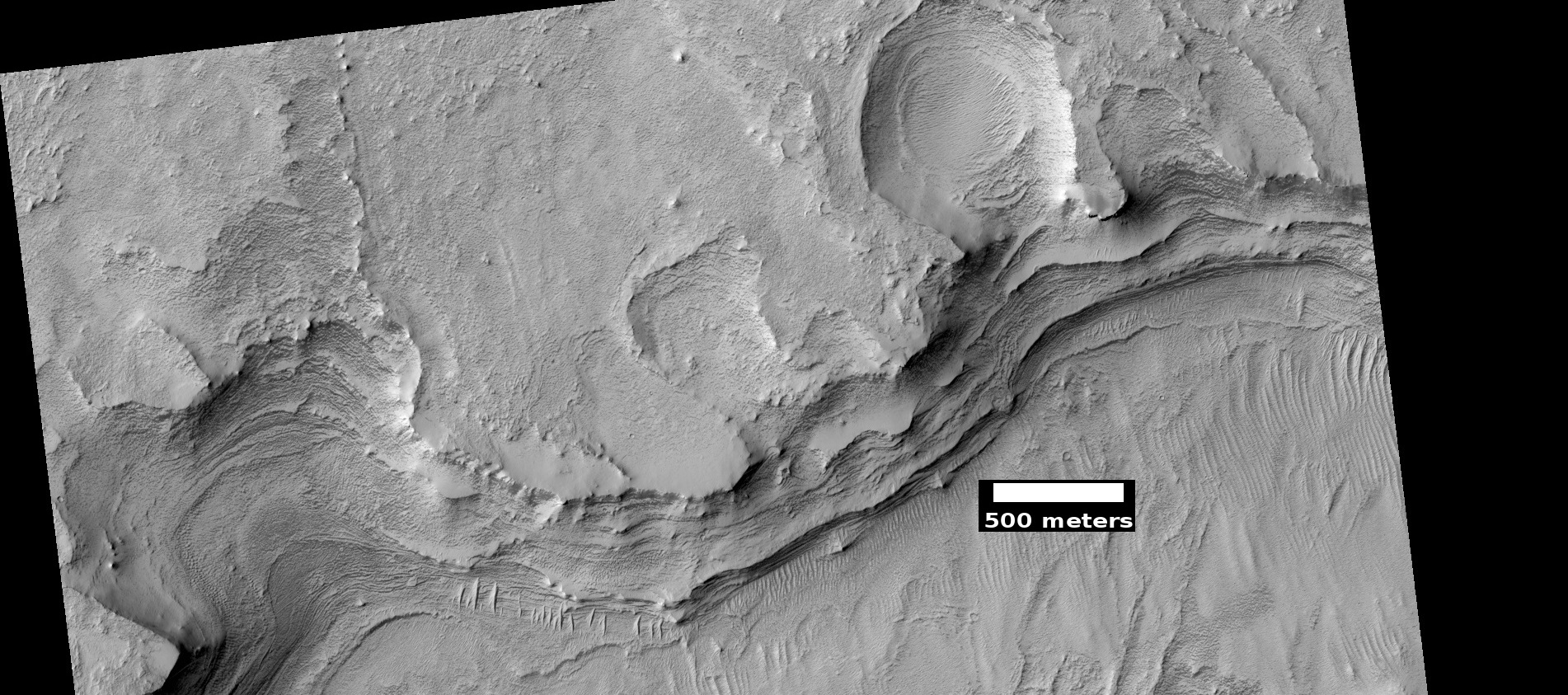
HiWish计划下高分辨率成像科学设备显示的弗拉马里翁坑壁上的岩层。